# 植田理太郎
植田 理太郎（うえだ りたろう、1858年（安政5年9月） - 1919年（大正8年）1月2日）は、日本の政治家。衆議院議員（3期）。

## 経歴
大和国葛下郡(のち奈良県北葛城郡磐城村→當麻村→當麻町、現・葛城市)生まれ。漢学と法律学を学ぶ。農業と林業を営む。奈良県会議員となる。
1892年の第2回衆議院議員総選挙において奈良2区から独立倶楽部所属で立候補して初当選した。1894年3月の第3回衆議院議員総選挙では政務調査所所属で立候補して再選した。1894年9月の第4回衆議院議員総選挙では大手倶楽部所属で立候補して三選。衆議院議員を3期務め、1898年3月の第5回衆議院議員総選挙では国民協会から立候補したが次点で落選した。同年8月の第5回衆議院議員総選挙で再び国民協会から立候補したが落選した。1919年に死去した。